# كاريوكار
الكاريوكار (الاسم العلمي: Caryocar) هو جنس من النباتات يتبع الفصيلة الكاريوكار ية من رتبة الملبيغيات.

## أنواع الكاريوكار
- كاريوكار أجرد (الاسم العلمي:Caryocar glabrum)
- كاريوكار برازيلي (الاسم العلمي:Caryocar brasiliense)
- كاريوكار جبلي (الاسم العلمي:Caryocar montanum)
- كاريوكار حلو (الاسم العلمي:Caryocar edule)
- كاريوكار صغير الثمار (الاسم العلمي:Caryocar microcarpum)
- كاريوكار كوستاريكي (الاسم العلمي:Caryocar costaricense)
- كاريوكار مسنن (الاسم العلمي:Caryocar dentatum)
- كاريوكار نحيل (الاسم العلمي:Caryocar gracile)
- كاريوكار هارلنجي (الاسم العلمي:Caryocar harlingii)
- (الاسم العلمي:Caryocar amygdaliferum)
- (الاسم العلمي:Caryocar amygdaliforme)
- (الاسم العلمي:Caryocar coriaceum)
- (الاسم العلمي:Caryocar cuneatum)
- (الاسم العلمي:Caryocar nuciferum)
- (الاسم العلمي:Caryocar pallidum)
- (الاسم العلمي:Caryocar villosum)